# Fatikroy
Fatikroy es una ciudad censal situada en el distrito de Tripura septentrional en el estado de Tripura (India). Su población es de 5371 habitantes (2011). 

## Demografía
Según el censo de 2011 la población de Fatikroy era de 5371 habitantes, de los cuales 2713 eran hombres y 2658 eran mujeres. Fatikroy tiene una tasa media de alfabetización del 91,39%, superior a la media estatal del 87,22%: la alfabetización masculina es del 93,59%, y la alfabetización femenina del 89,16%.